# Андриянов, Виктор Иванович
Ви́ктор Ива́нович Андрия́нов (3 ноября 1936[…], Сталино — 25 марта 2009, Москва) — советский и российский журналист, писатель. Главный редактор газеты «Рабочая Трибуна» (позже — «Трибуна»). Член Союза писателей России. Лауреат премии Союза журналистов России и премии им. Ю. Фучика Союза журналистов ЧССР.

## Биография
Родился в Сталино в 1936 году. Окончил Сталинский горно-обогатительный техникум и факультет журналистики МГУ. Работал горным мастером на шахте в Приморском крае. С 1959 года работал в печати. Был сотрудником и руководителем подразделений редакций газет «Комсомолец Донбасса» (Донецк), «Комсомольское знамя» (Киев), «Комсомольская правда», «Социалистическая индустрия», «Рабочая трибуна».
Автор книг публицистики и документальной прозы «Повесть о шахтерских полках», «Люди из „Репортажа“», «Полынь чужбины», «Память со знаком ОСТ», «Огневая работа» и др.

## Сочинения

### Книги
- Повесть о шахтерских полках [383-й стрелковой дивизии] / [Ил.: Ю. А. Вильчик]. - Донецк : Донбасс, 1970. - 150 с. : ил.; 21 см.
- Донбасс - Ургал : Очерк / В. И. Андриянов. - Донецк : Донбасс, 1975. - 48 с., 8 л. ил. : ил.; 17 см.
- Повесть о шахтерских полках. - 3-е изд., доп. - Донецк : Донбасс, 1975. - 239 с., 8 л. ил. : ил., карт.
- Край комсомольский ― наш Дальний Восток : Кн. в девяти путешествиях и портр. - Москва : Мол. гвардия, 1978. - 110 с., 16 л. ил. : ил.; 20 см.
- Наших друзей имена : Собств. кор. "Комс. правды Виктор Андриянов передает из Праги. [Очерки, репортажи]. - Киев : Молодь, 1980. - 151 с. : ил., 16
- Kahan a hvězda: Ostrava-Donbas / František J. Kolár, Viktor Ivanovič Andrijanov. 1981.
- Отечество в моей судьбе : [Сборник / Сост. В. И. Андриянов]. - Москва : Правда, 1982. - 48 с.; 20 см. - (Б-ка "Комс. правды". N 11; ;).
- Ореховое дерево в госпитальном саду : [Очерки] / Виктор Андриянов. - Москва : Правда, 1983. - 64 с.; 21 см. - (Б-ка "Комс. правды". N2, ISSN ISSN 0132-2133; ;).
- Юности нашей союз боевой / [В. Андриянов, В. Киселев, К. Лаврова и др.]. - Москва : Мол. гвардия, 1983. - 175 с. : ил.; 16 см.
- Разговор с товарищем : По страницам спец. выпуска "Комс. правды" "Собеседник" [Сборник / Сост. В. И. Андриянов]. - Москва : Правда, 1984. - 255 с.; 21 см.
- Лампа и звезда : Худож.-докум. очерки о дружбе и сотрудничестве шахтеров Донец. (СССР) и Острав.-Карвин. (ЧССР) угольных бассейнов / Виктор Андриянов, Франтишек Колар. - Донецк : Донбас, 1984. - 102 с. : 8 л. ил.; 21 см.; ISBN В пер. (В пер.) : 45 к.
- Полынь чужбины : Полит. роман / Виктор Андриянов, Анатолий Москаленко; [Худож. И. Г. Хороший]. - Киев : Рад. письменник, 1985. - 336 с. : ил.; 20 см.; ISBN В пер. (В пер.) : 1 р. 40 к.
- Они выбрали СССР : [Сборник / Сост. В. И. Андриянов]. - Москва : Политиздат, 1987. - 206,[2] с. : ил.; 20 см.
- С командировкой "Комсомолки" : Очерки / Виктор Андриянов. - Киев : Молодь, 1987. - 181,[2] с.; 17 см.
- Поколение в лицах : [Сборник / Составление В. И. Андриянова]. - Москва : Правда, 1987. - 381,[1] с.; 20 см.
- Полынь чужбины : Полит. роман / Виктор Андриянов, Анатолий Москаленко. - Москва : Правда, 1987. - 348,[2] с.; 20 см.
- Юности нашей союз боевой / [В. Андриянов, В. Киселев, К. Лаврова и др.]. - Москва : Мол. гвардия, 1987. - 176 с. : ил.; 17 см.
- Великий Октябрь продолжается. - Москва : Знание, 1987. - 63, [1] с. : ил.; 17 см. - (8/1987).
- Сегодня, завтра и каждый день : По страницам газ. "Соц. индустрия", 1969-1989 : [Сборник / Сост. В. Андриянов и др.; Предисл. А. Баранова]. - Москва : Правда, 1989. - 477,[1] с.; 20 см.
- Портреты на фоне эпохи / В. Андриянов. - Москва : Правда, 1990. - 490,[3] с.; 20 см.
- Мы - братство рабочих рук : [Сборник / Сост. В. И. Андриянов]. - Москва : Профиздат, 1990. - 222,[2] с.; 20 см. - (В защиту интересов трудящихся).; ISBN 5-255-00354-9 : 70 к.
- Память со знаком ОСТ : Судьба "вост. рабочих" в их собств. свидетельствах, письмах и документах / Виктор Андриянов. - Москва : Газ.-журн. об-ние "Воскресенье", 1993. - 109 с.; 21 см.; ISBN 5-88528-017-7 : Б. ц.
- 100 лидеров российской промышленности : По итогам первого всерос. конкурса "Директор года", орг. ред. газ. "Рабочая трибуна" при поддержке Правительства РФ / [Сост. В. Андриянов и др.]. - Москва : Газ.-журн. об-ние "Воскресенье", 1996. - 295,[1] с. : портр.; 25 см.; ISBN 5-88528-094-0 (В пер.) : Б. ц.
- Огневая работа : [К 50-летию об-ния "Мострансгаз"] / Виктор Андриянов. - Москва : Газ.-журн. об-ние "Воскресенье", 1996. - 220 с. : ил.; 21 см.; ISBN 5-88528-119-X (В пер.) : Б. ц.
- 100 лидеров промышленности СНГ : По итогам конкурса "СНГ: директор года", орг. ред. газ. "Рабочая трибуна" при поддержке правительств стран Содружества, Межпарламент. ассамблеи стран СНГ / [Сост. В. Андриянов и др.]. - Москва : Пресса, 1997. - 384 с. : портр.; 25 см.; ISBN 5-253-00121-2 (В пер.) : Б. ц.
- 100 лидеров промышленности и науки Содружества : [сб. ст.] : по итогам конкурса "СНГ: директор года", организ. ред. газ. "Рабочая трибуна" при поддержке правительств стран Содружества, Межпарламент. Ассамблеи стран СНГ / В. Андриянов и др. - Москва : Гос. унитар. предприятие "Изд-во"Пресса", 1998. - 432 с. : ил., портр.; 24 см.; ISBN 5-85735-096-4
- Одинокий царь в Кремле : Борис Ельцин и его команды / Виктор Андриянов, Александр Черняк. - Москва : Газ. "Правда", 1999. - 479, [1] с. : факс.; 20 см.; ISBN 5-8202-0021-7
- Osamělý car v Kremlu : Boris Jelcin a eho parta / Viktor Andrijanov, Alexandr Čerňak. - [Řečany] : Orego, 2000. - 188 с. : ил., портр., факс.; 22 см.; ISBN 80-86117-43-X
- Car hraje prezidenta / Viktor Andrijanov, Alexandr Čerňak; [Upr. a přel. Věra Picková]. - [Řičany] : Orego, 2000-. - 22 см.

Kn. 2: 1992-1996. - 2000. - 191 с. : ил., портр.; ISBN 80-86117-51-0
- Крестный путь : Репортажи, очерки, письма из Совет. Союза и постсовет. России / Виктор Андриянов. - Москва : Раритет, 2000. - 589, [1] с. : ил., портр.; 21 см.; ISBN 5-85735-125-1
- Одинокий царь уходит / Виктор Андриянов, Александр Черняк. - Москва : Газ. "Правда", 2000. - 365, [3] с.; 21 см.
- Право быть собой : Повесть о Леониде Краснянском / Виктор Андриянов, Николай Гончаров. - Москва : Раритет : Трибуна, 2001. - 431 с., [16] л. ил., портр., цв. ил., портр. : ил., портр., цв. ил., портр., факс.; 21 см.; ISBN 5-85735-150-2
- Трассы дольше, чем жизнь : Кн. об истории и слав. традициях газотранспортников, о тех кто и сегодня несет в города и села тепло, свет, энергию / [Сост.: В.И. Андриянов и др.]. - Москва : Раритет, 2002. - 271 с., [12] л. ил., портр. : портр.; 27 см.; ISBN 5-85735-152-9
- Косыгин. — М.: Молодая гвардия, 2003. — 368 с. — (Жизнь замечательных людей) — ISBN 5-235-02623-3
- Повесть о шахтёрских полках / Виктор Андриянов. - Изд. 4-е. - Москва : Голос-Пресс, 2004 (Архангельск : ИПП Правда Севера). - 323, [2] с., [16] л. ил., карты, портр.; 21 см.; ISBN 5-7117-0496-6 (в пер.)
- Косыгин / Виктор Андриянов. - [2-е изд.]. - Москва : Молодая гвардия, 2004. - 365, [1] с., [16] л. ил., факс., портр.; 21 см. - (Жизнь замечательных людей : Сер. биографий / Основана в 1890 Ф. Павленковым и продолжена в 1933 г. М. Горьким; Вып. 1078 (878)).; ISBN 5-235-02661-6 : 5000
- Гейдар Алиев / Виктор Андриянов, Гусейнбала Мираламов. - Москва : Мол. гвардия, 2005 (Тип. АО Мол. гвардия). - 393, [1] с., [24] л. портр.; 21 см. - (Жизнь замечательных людей : сер. биогр.; вып. 1132 (932)).; ISBN 5-235-02800-7 (в пер.)
- Элита русской разведки : дела этих людей составили бы честь любой разведке мира / [сост. В. И. Андриянов, Н. М. Долгопалов]. - Москва : Молодая гвардия, 2005. - 515, [2] с., [16] л. ил., портр. : ил.; 21 см. - (Серия "Дело №…").; ISBN 5-235-02774-4 (в пер.)
- Архипелаг OST : судьба рабов "Третьего рейха" в их свидетельствах, письмах и документах / Виктор Андриянов. - Москва : Молодая гвардия, 2005. - 219, [3] с., [8] л., ил., портр. : табл.; 21 см.; ISBN 5-235-02809-0 (в пер.)
- Гейдар Алиев : Виктор Андриянов, Гусейнбала Мираламов. - Изд. 2-е, доп. - Москва : Молодая гвардия, 2006. - 502 с., [32] л. ил., портр., цв. ил., карт., портр.; 21 см. - (Жизнь замечательных людей : серия биографий; Вып. 1205 (1005)).; ISBN 5-235-02713-2 (В пер.)
- Кортунов / Виктор Андриянов. - Москва : Молодая гвардия, 2007. - 550, [1] с., [32] л. ил., портр.; 21 см. - (Жизнь замечательных людей: Серия биографий; Вып. 1240 (1040)).; ISBN 978-5-235-02960-6 (В пер.)
- "Тольяттиазот" против рейдеров. Белая книга / [ред. Андриянов В. И.]. - Москва : Российский союз товаропроизводителей [и др.], 2007. - 335 с., [32] л. цв. ил., цв. портр. : ил., портр., факс.; 24 см.; ISBN 5-901253-10-8 (В пер.)
- Ильхам Алиев / Виктор Андриянов, Гусейнбала Мираламов. - Москва : Молодая гвардия, 2007. - 395, [1] с., [24] л. ил., портр., цв. ил., к., портр. : ил.; 21 см. - (Жизнь замечательных людей. Биография продолжается…; Вып. 8).; ISBN 978-5-235-03090-9
- портр.; 21 см. - (سير العظماء).; ISBN 977-17-5626 حيدر علييف  / فيكتور أندريانوف، حسين بالا ميرعالموف. - القاهرة : متروبول, 2008. - 471 с. : ил.,
- Андриянов В. И., Чирсков В. Г. Борис Щербина. — М.: Молодая гвардия, 2009. — 392 с. — (Жизнь замечательных людей). — ISBN 978-5-235-03249-1.
- Песни войны и Победы / [сост.: Виктор Андриянов, Александр Кузнецов]. - Москва : Трибуна, 2010. - 263 с., [16] л. ил., портр. : ил.; 24 см.; ISBN 978-5-901253-24-3
- Хеjдар Алиjев / Виктор Андриjанов, Хусеjнбала Мираламов. - Београд : Intern. business service, 2010. - 521 с., [32] л. ил., цв. ил., к., портр.; 21 см. - (Живот знаменитих људи : сериjа биографиjа).; ISBN 978-86-88433-02-0

### Переводы
- Коларова, Яромира. Вода! : Роман / Яромира Коларова; [Пер. с чеш. В. И. Андриянова, Н. М. Зимяниной. - Донецк : Донбас, 1982. - 191 с.; 20 см.; ISBN В пер. (В пер.) : 1 р. 30 к.